# Campeonato Pan-Pacífico de Natación de 1985
El I Campeonato Pan-Pacífico de Natación se celebró en Tokio (Japón) entre el  15 y el 18 de agosto de 1985 bajo la organización de la Federación Internacional de Natación (FINA) y la Federación Japonesa de Natación.

## Medallero
| Núm. | País           | Oro | Plata | Bronce | Total |
| ---- | -------------- | --- | ----- | ------ | ----- |
| 1    | Estados Unidos | 25  | 15    | 8      | 48    |
| 2    | Australia      | 3   | 10    | 12     | 25    |
| 3    | Canadá         | 2   | 6     | 10     | 18    |
| 4    | Japón          | 1   | 1     | 1      | 3     |
| 5    | Brasil         | 1   | 0     | 1      | 2     |
| 6    | Nueva Zelanda  | 1   | 0     | 0      | 1     |
|      | TOTAL          | 33  | 32    | 32     | 97    |

| Predecesor: — | Campeonato Pan-Pacífico de Natación I edición | Sucesor: Brisbane 1987 Australia |

- Datos: Q2955723